# Mỹ Yên, Tây Ninh
Mỹ Yên là một xã thuộc tỉnh Tây Ninh, Việt Nam.

## Địa lý
Xã Mỹ Yên nằm ở phía đông tỉnh Tây Ninh có vị trí địa lý:
- Phía đông và đông bắc giáp Thành phố Hồ Chí Minh.
- Phía tây giáp xã Bến Lức.
- Phía tây nam giáp xã Rạch Kiến và xã Long Cang.
- Phía nam giáp xã Phước Lý.
- Phía tây bắc giáp xã Lương Hòa.

Xã có diện tích 29,23 km², dân số năm 2025 khoảng hơn 40.000 người, mật độ dân số đạt 853 người/km².

## Hành chính
Xã được chia thành 8 ấp: 1, 2, 3, 4, 5, 6, 7A, 7B.